# Tour de Suisse 2015
La 79e édition du Tour de Suisse a eu lieu du 13 au 21 juin 2015. C'est la dix-septième épreuve épreuve de l'UCI World Tour 2015.
Elle est remportée par le Slovène Simon Špilak (Katusha) respectivement de cinq et dix-neuf secondes devant le Britannique Geraint Thomas (Sky) et le vainqueur des première et dernière étapes, le Néerlandais Tom Dumoulin (Giant-Alpecin).
Le Slovaque Peter Sagan (Tinkoff-Saxo), lauréat des troisième et sixième étapes, s'adjuge le classement par points tandis que l'Autrichien Stefan Denifl (IAM) gagne initialement celui de la montagne, mais est déclassé pour dopage six ans plus tard. Le Suisse Steve Morabito (FDJ) finit meilleur coureur de son pays et la formation britannique Sky meilleure équipe.

## Présentation

### Parcours
Comme de coutume, le Tour de Suisse sert en grande partie de préparation au prochain Tour de France pour les coureurs. Il permet de parfaire leur condition physique, à quelques jours du début du Tour. Il permet également pour les managers d'équipe de peaufiner leur liste pour le prochain Tour de France en fonction de la performance et de l'état de forme de leurs cyclistes.
La course ne suit pas un modèle particulier en termes de déplacement géographique à travers le pays, mais elle fait une excursion au Liechtenstein et en Autriche lors de la cinquième étape. Cette étape est également la plus longue de la course et peut être considérée comme l'étape reine. Elle se termine près de Sölden en Autriche et se finit sur l'ascension du glacier du Rettenbach. Après cela, la course revient en Suisse pour le reste de l'épreuve. Les étapes qui sont susceptibles d'être les plus importantes pour le classement général sont la cinquième étape et le contre-la-montre individuel de la dernière étape.
Le 4 juin 2015, il est annoncé que la ville de Brunnen renonce à organiser le départ de la troisième étape en raison de la détérioration de la route causée par la chute d'un rocher. Elle est remplacée par la ville de Quinto.

### Équipes
En tant qu'épreuve World Tour, les dix-sept WorldTeams participent à la course.
Dix-neuf équipes participent à ce Tour de Suisse - dix-sept WorldTeams et deux équipes continentales professionnelles :
| UCI WorldTeams      | UCI WorldTeams | UCI WorldTeams |
| Nom de l'équipe     | Pays           | Code           |
| ------------------- | -------------- | -------------- |
| AG2R La Mondiale    | France         | ALM            |
| Astana              | Kazakhstan     | AST            |
| BMC Racing          | États-Unis     | BMC            |
| Cannondale-Garmin   | États-Unis     | TCG            |
| Etixx-Quick Step    | Belgique       | EQS            |
| FDJ                 | France         | FDJ            |
| Giant-Alpecin       | Allemagne      | TGA            |
| IAM                 | Suisse         | IAM            |
| Katusha             | Russie         | KAT            |
| Lampre-Merida       | Italie         | LAM            |
| Lotto NL-Jumbo      | Pays-Bas       | TLJ            |
| Lotto-Soudal        | Belgique       | LTS            |
| Movistar            | Espagne        | MOV            |
| Orica-GreenEDGE     | Australie      | OGE            |
| Sky                 | Royaume-Uni    | SKY            |
| Tinkoff-Saxo        | Russie         | TCS            |
| Trek Factory Racing | États-Unis     | TFR            |

| Équipes continentales professionnelles | Équipes continentales professionnelles | Équipes continentales professionnelles |
| Nom de l'équipe                        | Pays                                   | Code                                   |
| -------------------------------------- | -------------------------------------- | -------------------------------------- |
| CCC Sprandi Polkowice                  | Pologne                                | CCC                                    |
| Wanty-Groupe Gobert                    | Belgique                               | WGG                                    |

### Favoris
Le triple tenant du titre, le Portugais Rui Costa (Lampre-Merida) n'est pas présent au départ de cette édition, ayant opté pour le Critérium du Dauphiné. Deux autres anciens vainqueurs de la course, et coéquipiers, sont cependant sur la ligne de départ : le Suisse Fabian Cancellara et le Luxembourgeois Fränk Schleck (Trek Factory Racing).
Les prétendants au classement général sont le Britannique Geraint Thomas (Sky), le vainqueur du dernier Tour de Turquie le Croate Kristijan Đurasek (Lampre-Merida), le Polonais Rafał Majka (Tinkoff-Saxo) et les Néerlandais Robert Gesink et Laurens ten Dam (Lotto NL-Jumbo). Les autres favoris attendus sont le Français Warren Barguil (Giant-Alpecin), l'Américain Thomas Danielson (Cannondale-Garmin), le Belge Jurgen Van den Broeck (Lotto-Soudal), un autre Français, troisième du Tour de France 2014, Thibaut Pinot (FDJ) et le Danois Jakob Fuglsang (Astana). L'épreuve est également la première course de l'Italien Domenico Pozzovivo (AG2R La Mondiale) depuis sa lourde chute sur le Tour d'Italie, de sorte que sa forme reste incertaine, mais le grimpeur italien peut être un candidat au podium s'il retrouve sa forme.
Le polyvalent Slovaque Peter Sagan (Tinkoff-Saxo) est un concurrent pour les victoires d'étapes et peut également envisager un bon classement général au vu de sa victoire sur le dernier Tour de Californie en mai dernier. Son directeur sportif le considère comme le leader de l'équipe et il vise en priorité le prologue. Cancellara effectue quant à lui sa reprise après sa chute sur le dernier Grand Prix E3. Il va essayer de gagner des étapes, notamment le prologue et le contre-la montre-individuel de la dernière étape. D'autres sprinteurs sont engagés et visent les victoires d'étape. On retrouve le Britannique Mark Cavendish (Etixx-Quick Step), qui est en forme après son Tour de Californie où il a cumulé quatre victoires d'étape et le Suisse Michael Albasini (Orica-GreenEDGE), qui a déjà remporté trois étapes du Tour de Suisse dans le passé. D'autres coureurs sont attendus, comme le Norvégien Alexander Kristoff (Katusha), l'Allemand John Degenkolb (Giant-Alpecin), le Polonais Michał Kwiatkowski (Etixx-Quick Step), le Français Arnaud Démare (FDJ), l'Australien Michael Matthews (Orica-GreenEDGE) et le Belge Greg Van Avermaet (BMC Racing).

## Étapes

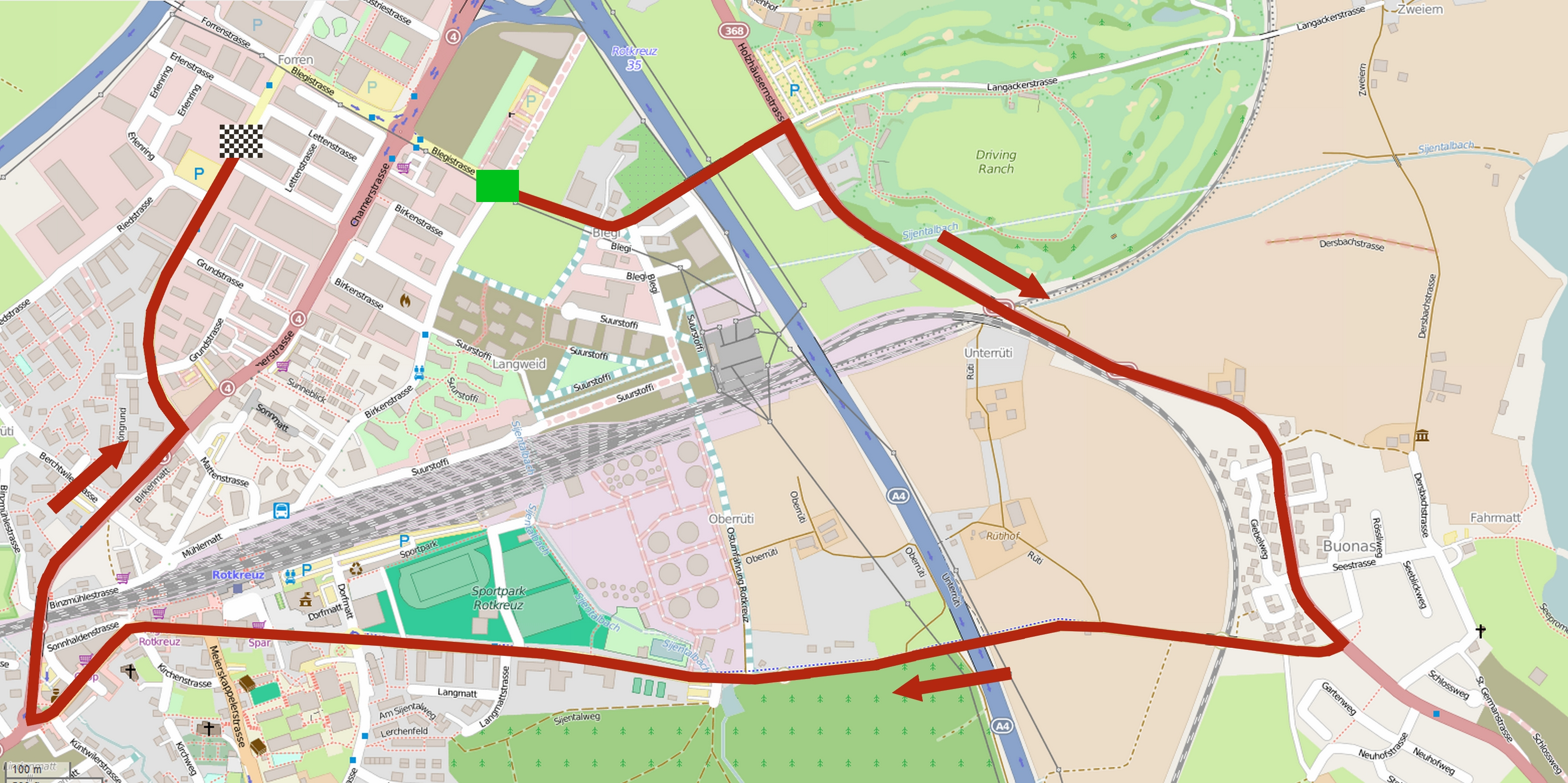
Le parcours de la 1re étape.

| Étape     | Date    | Villes étapes                        |                             | Distance (km) | Vainqueur d’étape  | Leader du classement général |
| --------- | ------- | ------------------------------------ | --------------------------- | ------------- | ------------------ | ---------------------------- |
| 1re étape | 13 juin | Risch-Rotkreuz - Risch-Rotkreuz      | Contre-la-montre individuel | 5,1           | Tom Dumoulin       | Tom Dumoulin                 |
| 2e étape  | 14 juin | Risch-Rotkreuz - Risch-Rotkreuz      | Étape de moyenne montagne   | 161,1         | Kristijan Đurasek  | Tom Dumoulin                 |
| 3e étape  | 15 juin | Quinto - Olivone                     | Étape de moyenne montagne   | 117,3         | Peter Sagan        | Tom Dumoulin                 |
| 4e étape  | 16 juin | Flims - Schwarzenbach                | Étape vallonnée             | 193,2         | Michael Matthews   | Tom Dumoulin                 |
| 5e étape  | 17 juin | Unterterzen - Rettenbachferner (AUT) | Étape de montagne           | 237,3         | Thibaut Pinot      | Thibaut Pinot                |
| 6e étape  | 18 juin | Wil - Bienne                         | Étape de plaine             | 193,1         | Peter Sagan        | Thibaut Pinot                |
| 7e étape  | 19 juin | Bienne - Guin                        | Étape vallonnée             | 164,6         | Alexander Kristoff | Thibaut Pinot                |
| 8e étape  | 20 juin | Berne - Berne                        | Étape vallonnée             | 152,5         | Alexey Lutsenko    | Thibaut Pinot                |
| 9e étape  | 21 juin | Berne - Berne                        | Contre-la-montre individuel | 38,4          | Tom Dumoulin       | Simon Špilak                 |

## Déroulement de la course

### 1reétape
| Classement de l'étape | Classement de l'étape | Classement de l'étape | Classement de l'étape | Classement de l'étape |
|                       | Coureur               | Pays                  | Équipe                | Temps                 |
| --------------------- | --------------------- | --------------------- | --------------------- | --------------------- |
| 1er                   | Tom Dumoulin          | Pays-Bas              | Giant-Alpecin         | en 5 min 41 s         |
| 2e                    | Fabian Cancellara     | Suisse                | Trek Factory Racing   | + 2 s                 |
| 3e                    | Matthias Brändle      | Autriche              | IAM                   | + 4 s                 |
| 4e                    | Peter Sagan           | Slovaquie             | Tinkoff-Saxo          | + 5 s                 |
| 5e                    | Steve Morabito        | Suisse                | FDJ                   | + 5 s                 |
| 6e                    | Greg Van Avermaet     | Belgique              | BMC Racing            | + 5 s                 |
| 7e                    | Cameron Meyer         | Australie             | Orica-GreenEDGE       | + 6 s                 |
| 8e                    | Ion Izagirre          | Espagne               | Movistar              | + 6 s                 |
| 9e                    | Adriano Malori        | Italie                | Movistar              | + 6 s                 |
| 10e                   | Geraint Thomas        | Royaume-Uni           | Sky                   | + 7 s                 |
| modifier              |                       |                       |                       |                       |

| Classement général | Classement général | Classement général | Classement général  | Classement général |
|                    | Coureur            | Pays               | Équipe              | Temps              |
| ------------------ | ------------------ | ------------------ | ------------------- | ------------------ |
| 1er                | Tom Dumoulin       | Pays-Bas           | Giant-Alpecin       | en 5 min 41 s      |
| 2e                 | Fabian Cancellara  | Suisse             | Trek Factory Racing | + 2 s              |
| 3e                 | Matthias Brändle   | Autriche           | IAM                 | + 4 s              |
| 4e                 | Peter Sagan        | Slovaquie          | Tinkoff-Saxo        | + 5 s              |
| 5e                 | Steve Morabito     | Suisse             | FDJ                 | + 5 s              |
| 6e                 | Greg Van Avermaet  | Belgique           | BMC Racing          | + 5 s              |
| 7e                 | Cameron Meyer      | Australie          | Orica-GreenEDGE     | + 6 s              |
| 8e                 | Ion Izagirre       | Espagne            | Movistar            | + 6 s              |
| 9e                 | Adriano Malori     | Italie             | Movistar            | + 6 s              |
| 10e                | Geraint Thomas     | Royaume-Uni        | Sky                 | + 7 s              |
| modifier           |                    |                    |                     |                    |

### 2eétape
| Classement de l'étape | Classement de l'étape | Classement de l'étape | Classement de l'étape | Classement de l'étape |
|                       | Coureur               | Pays                  | Équipe                | Temps                 |
| --------------------- | --------------------- | --------------------- | --------------------- | --------------------- |
| 1er                   | Kristijan Đurasek     | Croatie               | Lampre-Merida         | en 3 h 36 min 52 s    |
| 2e                    | Daniel Moreno         | Espagne               | Katusha               | + 4 s                 |
| 3e                    | Julián Arredondo      | Colombie              | Trek Factory Racing   | + 4 s                 |
| 4e                    | Thibaut Pinot         | France                | FDJ                   | + 4 s                 |
| 5e                    | Geraint Thomas        | Royaume-Uni           | Sky                   | + 4 s                 |
| 6e                    | Simon Špilak          | Slovénie              | Katusha               | + 4 s                 |
| 7e                    | Miguel Ángel López    | Colombie              | Astana                | + 4 s                 |
| 8e                    | Jakob Fuglsang        | Danemark              | Astana                | + 4 s                 |
| 9e                    | Tom Dumoulin          | Pays-Bas              | Giant-Alpecin         | + 4 s                 |
| 10e                   | Peter Sagan           | Slovaquie             | Tinkoff-Saxo          | + 14 s                |
| modifier              |                       |                       |                       |                       |

| Classement général | Classement général | Classement général | Classement général  | Classement général |
|                    | Coureur            | Pays               | Équipe              | Temps              |
| ------------------ | ------------------ | ------------------ | ------------------- | ------------------ |
| 1er                | Tom Dumoulin       | Pays-Bas           | Giant-Alpecin       | en 3 h 42 min 37 s |
| 2e                 | Geraint Thomas     | Royaume-Uni        | Sky                 | + 7 s              |
| 3e                 | Daniel Moreno      | Espagne            | Katusha             | + 11 s             |
| 4e                 | Jakob Fuglsang     | Danemark           | Astana              | + 14 s             |
| 5e                 | Peter Sagan        | Slovaquie          | Tinkoff-Saxo        | + 15 s             |
| 6e                 | Steve Morabito     | Suisse             | FDJ                 | + 15 s             |
| 7e                 | Thibaut Pinot      | France             | FDJ                 | + 16 s             |
| 8e                 | Kristijan Đurasek  | Croatie            | Lampre-Merida       | + 18 s             |
| 9e                 | Bob Jungels        | Luxembourg         | Trek Factory Racing | + 19 s             |
| 10e                | Simon Špilak       | Slovénie           | Katusha             | + 19 s             |
| modifier           |                    |                    |                     |                    |

### 3eétape
| Classement de l'étape | Classement de l'étape | Classement de l'étape | Classement de l'étape | Classement de l'étape |
|                       | Coureur               | Pays                  | Équipe                | Temps                 |
| --------------------- | --------------------- | --------------------- | --------------------- | --------------------- |
| 1er                   | Peter Sagan           | Slovaquie             | Tinkoff-Saxo          | en 3 h 0 min 35 s     |
| 2e                    | Daniel Moreno         | Espagne               | Katusha               | m.t                   |
| 3e                    | Thibaut Pinot         | France                | FDJ                   | m.t                   |
| 4e                    | Julián Arredondo      | Colombie              | Trek Factory Racing   | m.t                   |
| 5e                    | Tom Dumoulin          | Pays-Bas              | Giant-Alpecin         | m.t                   |
| 6e                    | Geraint Thomas        | Royaume-Uni           | Sky                   | m.t                   |
| 7e                    | Jakob Fuglsang        | Danemark              | Astana                | m.t                   |
| 8e                    | Esteban Chaves        | Colombie              | Orica-GreenEDGE       | m.t                   |
| 9e                    | Sergio Henao          | Colombie              | Sky                   | m.t                   |
| 10e                   | José Joaquín Rojas    | Espagne               | Movistar              | m.t                   |
| modifier              |                       |                       |                       |                       |

| Classement général | Classement général | Classement général | Classement général  | Classement général |
|                    | Coureur            | Pays               | Équipe              | Temps              |
| ------------------ | ------------------ | ------------------ | ------------------- | ------------------ |
| 1er                | Tom Dumoulin       | Pays-Bas           | Giant-Alpecin       | en 6 h 43 min 12 s |
| 2e                 | Daniel Moreno      | Espagne            | Katusha             | + 5 s              |
| 3e                 | Peter Sagan        | Slovaquie          | Tinkoff-Saxo        | + 5 s              |
| 4e                 | Geraint Thomas     | Royaume-Uni        | Sky                 | + 7 s              |
| 5e                 | Thibaut Pinot      | France             | FDJ                 | + 12 s             |
| 6e                 | Jakob Fuglsang     | Danemark           | Astana              | + 14 s             |
| 7e                 | Steve Morabito     | Suisse             | FDJ                 | + 15 s             |
| 8e                 | Kristijan Đurasek  | Croatie            | Lampre-Merida       | + 18 s             |
| 9e                 | Bob Jungels        | Luxembourg         | Trek Factory Racing | + 19 s             |
| 10e                | Simon Špilak       | Slovénie           | Katusha             | + 19 s             |
| modifier           |                    |                    |                     |                    |

### 4eétape
| Classement de l'étape | Classement de l'étape | Classement de l'étape | Classement de l'étape | Classement de l'étape |
|                       | Coureur               | Pays                  | Équipe                | Temps                 |
| --------------------- | --------------------- | --------------------- | --------------------- | --------------------- |
| 1er                   | Michael Matthews      | Australie             | Orica-GreenEDGE       | en 4 h 36 min 0 s     |
| 2e                    | Peter Sagan           | Slovaquie             | Tinkoff-Saxo          | m.t                   |
| 3e                    | Greg Van Avermaet     | Belgique              | BMC Racing            | m.t                   |
| 4e                    | John Degenkolb        | Allemagne             | Giant-Alpecin         | m.t                   |
| 5e                    | Jasper Stuyven        | Belgique              | Trek Factory Racing   | m.t                   |
| 6e                    | Daniel Moreno         | Espagne               | Katusha               | m.t                   |
| 7e                    | Silvan Dillier        | Suisse                | BMC Racing            | m.t                   |
| 8e                    | Thibaut Pinot         | France                | FDJ                   | m.t                   |
| 9e                    | Matteo Trentin        | Italie                | Etixx-Quick Step      | m.t                   |
| 10e                   | Robert Gesink         | Pays-Bas              | Lotto NL-Jumbo        | m.t                   |
| modifier              |                       |                       |                       |                       |

| Classement général | Classement général | Classement général | Classement général  | Classement général |
|                    | Coureur            | Pays               | Équipe              | Temps              |
| ------------------ | ------------------ | ------------------ | ------------------- | ------------------ |
| 1er                | Tom Dumoulin       | Pays-Bas           | Giant-Alpecin       | en 11 h 19 min 9 s |
| 2e                 | Peter Sagan        | Slovaquie          | Tinkoff-Saxo        | + 0 s              |
| 3e                 | Daniel Moreno      | Espagne            | Katusha             | + 8 s              |
| 4e                 | Geraint Thomas     | Royaume-Uni        | Sky                 | + 9 s              |
| 5e                 | Thibaut Pinot      | France             | FDJ                 | + 15 s             |
| 6e                 | Jakob Fuglsang     | Danemark           | Astana              | + 17 s             |
| 7e                 | Steve Morabito     | Suisse             | FDJ                 | + 18 s             |
| 8e                 | Kristijan Đurasek  | Croatie            | Lampre-Merida       | + 21 s             |
| 9e                 | Bob Jungels        | Luxembourg         | Trek Factory Racing | + 22 s             |
| 10e                | Simon Špilak       | Slovénie           | Katusha             | + 22 s             |
| modifier           |                    |                    |                     |                    |

### 5eétape
| Classement de l'étape | Classement de l'étape | Classement de l'étape | Classement de l'étape | Classement de l'étape |
|                       | Coureur               | Pays                  | Équipe                | Temps                 |
| --------------------- | --------------------- | --------------------- | --------------------- | --------------------- |
| 1er                   | Thibaut Pinot         | France                | FDJ                   | en 6 h 22 min 47 s    |
| 2e                    | Domenico Pozzovivo    | Italie                | AG2R La Mondiale      | + 34 s                |
| 3e                    | Simon Špilak          | Slovénie              | Katusha               | + 37 s                |
| 4e                    | Miguel Ángel López    | Colombie              | Astana                | + 43 s                |
| 5e                    | Geraint Thomas        | Royaume-Uni           | Sky                   | + 43 s                |
| 6e                    | Jakob Fuglsang        | Danemark              | Astana                | + 1 min 15 s          |
| 7e                    | Jan Hirt              | Tchéquie              | CCC Sprandi Polkowice | + 1 min 18 s          |
| 8e                    | Sergio Henao          | Colombie              | Sky                   | + 1 min 29 s          |
| 9e                    | Stefan Denifl         | Autriche              | IAM                   | + 1 min 31 s          |
| 10e                   | Tom Dumoulin          | Pays-Bas              | Giant-Alpecin         | + 1 min 37 s          |
| modifier              |                       |                       |                       |                       |

| Classement général | Classement général    | Classement général | Classement général | Classement général |
|                    | Coureur               | Pays               | Équipe             | Temps              |
| ------------------ | --------------------- | ------------------ | ------------------ | ------------------ |
| 1er                | Thibaut Pinot         | France             | FDJ                | en 17 h 42 min 1 s |
| 2e                 | Geraint Thomas        | Royaume-Uni        | Sky                | + 47 s             |
| 3e                 | Simon Špilak          | Slovénie           | Katusha            | + 50 s             |
| 4e                 | Domenico Pozzovivo    | Italie             | AG2R La Mondiale   | + 55 s             |
| 5e                 | Miguel Ángel López    | Colombie           | Astana             | + 1 min 7 s        |
| 6e                 | Jakob Fuglsang        | Danemark           | Astana             | + 1 min 27 s       |
| 7e                 | Tom Dumoulin          | Pays-Bas           | Giant-Alpecin      | + 1 min 32 s       |
| 8e                 | Steve Morabito        | Suisse             | FDJ                | + 2 min 29 s       |
| 9e                 | Sébastien Reichenbach | Suisse             | IAM                | + 2 min 43 s       |
| 10e                | Sergio Henao          | Colombie           | Sky                | + 2 min 46 s       |
| modifier           |                       |                    |                    |                    |

### 6eétape
| Classement de l'étape | Classement de l'étape | Classement de l'étape | Classement de l'étape | Classement de l'étape |
|                       | Coureur               | Pays                  | Équipe                | Temps                 |
| --------------------- | --------------------- | --------------------- | --------------------- | --------------------- |
| 1er                   | Peter Sagan           | Slovaquie             | Tinkoff-Saxo          | en 4 h 34 min 43 s    |
| 2e                    | Jürgen Roelandts      | Belgique              | Lotto-Soudal          | + 0 s                 |
| 3e                    | Alexander Kristoff    | Norvège               | Katusha               | + 0 s                 |
| 4e                    | Jempy Drucker         | Luxembourg            | BMC Racing            | + 0 s                 |
| 5e                    | Daniele Bennati       | Italie                | Tinkoff-Saxo          | + 0 s                 |
| 6e                    | Mark Cavendish        | Royaume-Uni           | Etixx-Quick Step      | + 2 s                 |
| 7e                    | Tom Van Asbroeck      | Belgique              | Lotto NL-Jumbo        | + 2 s                 |
| 8e                    | Alexey Lutsenko       | Kazakhstan            | Astana                | + 2 s                 |
| 9e                    | Borut Božič           | Slovénie              | Astana                | + 2 s                 |
| 10e                   | Jakob Fuglsang        | Danemark              | Astana                | + 2 s                 |
| modifier              |                       |                       |                       |                       |

| Classement général | Classement général    | Classement général | Classement général | Classement général  |
|                    | Coureur               | Pays               | Équipe             | Temps               |
| ------------------ | --------------------- | ------------------ | ------------------ | ------------------- |
| 1er                | Thibaut Pinot         | France             | FDJ                | en 22 h 16 min 51 s |
| 2e                 | Geraint Thomas        | Royaume-Uni        | Sky                | + 42 s              |
| 3e                 | Simon Špilak          | Slovénie           | Katusha            | + 50 s              |
| 4e                 | Domenico Pozzovivo    | Italie             | AG2R La Mondiale   | + 55 s              |
| 5e                 | Miguel Ángel López    | Colombie           | Astana             | + 1 min 7 s         |
| 6e                 | Jakob Fuglsang        | Danemark           | Astana             | + 1 min 22 s        |
| 7e                 | Tom Dumoulin          | Pays-Bas           | Giant-Alpecin      | + 1 min 32 s        |
| 8e                 | Steve Morabito        | Suisse             | FDJ                | + 2 min 29 s        |
| 9e                 | Sébastien Reichenbach | Suisse             | IAM                | + 2 min 43 s        |
| 10e                | Sergio Henao          | Colombie           | Sky                | + 2 min 46 s        |
| modifier           |                       |                    |                    |                     |

### 7eétape
| Classement de l'étape | Classement de l'étape | Classement de l'étape | Classement de l'étape | Classement de l'étape |
|                       | Coureur               | Pays                  | Équipe                | Temps                 |
| --------------------- | --------------------- | --------------------- | --------------------- | --------------------- |
| 1er                   | Alexander Kristoff    | Norvège               | Katusha               | en 3 h 38 min 7 s     |
| 2e                    | Peter Sagan           | Slovaquie             | Tinkoff-Saxo          | m.t                   |
| 3e                    | Davide Cimolai        | Italie                | Lampre-Merida         | m.t                   |
| 4e                    | Greg Van Avermaet     | Belgique              | BMC Racing            | m.t                   |
| 5e                    | Arnaud Démare         | France                | FDJ                   | m.t                   |
| 6e                    | Jürgen Roelandts      | Belgique              | Lotto-Soudal          | m.t                   |
| 7e                    | Sep Vanmarcke         | Belgique              | Lotto NL-Jumbo        | m.t                   |
| 8e                    | Michael Albasini      | Suisse                | Orica-GreenEDGE       | m.t                   |
| 9e                    | Marco Marcato         | Italie                | Wanty-Groupe Gobert   | m.t                   |
| 10e                   | José Joaquín Rojas    | Espagne               | Movistar              | m.t                   |
| modifier              |                       |                       |                       |                       |

| Classement général | Classement général    | Classement général | Classement général | Classement général |
|                    | Coureur               | Pays               | Équipe             | Temps              |
| ------------------ | --------------------- | ------------------ | ------------------ | ------------------ |
| 1er                | Thibaut Pinot         | France             | FDJ                | en 25 h 55 min 3 s |
| 2e                 | Geraint Thomas        | Royaume-Uni        | Sky                | + 37 s             |
| 3e                 | Domenico Pozzovivo    | Italie             | AG2R La Mondiale   | + 50 s             |
| 4e                 | Simon Špilak          | Slovénie           | Katusha            | + 50 s             |
| 5e                 | Miguel Ángel López    | Colombie           | Astana             | + 1 min 7 s        |
| 6e                 | Jakob Fuglsang        | Danemark           | Astana             | + 1 min 22 s       |
| 7e                 | Tom Dumoulin          | Pays-Bas           | Giant-Alpecin      | + 1 min 27 s       |
| 8e                 | Steve Morabito        | Suisse             | FDJ                | + 2 min 29 s       |
| 9e                 | Sébastien Reichenbach | Suisse             | IAM                | + 2 min 43 s       |
| 10e                | Sergio Henao          | Colombie           | Sky                | + 2 min 46 s       |
| modifier           |                       |                    |                    |                    |

### 8eétape
| Classement de l'étape | Classement de l'étape | Classement de l'étape | Classement de l'étape | Classement de l'étape |
|                       | Coureur               | Pays                  | Équipe                | Temps                 |
| --------------------- | --------------------- | --------------------- | --------------------- | --------------------- |
| 1er                   | Alexey Lutsenko       | Kazakhstan            | Astana                | en 3 h 28 min 11 s    |
| 2e                    | Jan Bakelants         | Belgique              | AG2R La Mondiale      | + 1 s                 |
| 3e                    | Warren Barguil        | France                | Giant-Alpecin         | + 17 s                |
| 4e                    | Marco Haller          | Autriche              | Katusha               | + 22 s                |
| 5e                    | Daniele Bennati       | Italie                | Tinkoff-Saxo          | + 22 s                |
| 6e                    | Michael Albasini      | Suisse                | Orica-GreenEDGE       | + 22 s                |
| 7e                    | Matteo Trentin        | Italie                | Etixx-Quick Step      | + 22 s                |
| 8e                    | Danilo Wyss           | Suisse                | BMC Racing            | + 22 s                |
| 9e                    | Winner Anacona        | Colombie              | Movistar              | + 22 s                |
| 10e                   | Stijn Devolder        | Belgique              | Trek Factory Racing   | + 22 s                |
| modifier              |                       |                       |                       |                       |

| Classement général | Classement général    | Classement général | Classement général | Classement général  |
|                    | Coureur               | Pays               | Équipe             | Temps               |
| ------------------ | --------------------- | ------------------ | ------------------ | ------------------- |
| 1er                | Thibaut Pinot         | France             | FDJ                | en 29 h 25 min 28 s |
| 2e                 | Geraint Thomas        | Royaume-Uni        | Sky                | + 34 s              |
| 3e                 | Simon Špilak          | Slovénie           | Katusha            | + 47 s              |
| 4e                 | Domenico Pozzovivo    | Italie             | AG2R La Mondiale   | + 50 s              |
| 5e                 | Miguel Ángel López    | Colombie           | Astana             | + 1 min 14 s        |
| 6e                 | Tom Dumoulin          | Pays-Bas           | Giant-Alpecin      | + 1 min 24 s        |
| 7e                 | Steve Morabito        | Suisse             | FDJ                | + 2 min 29 s        |
| 8e                 | Sébastien Reichenbach | Suisse             | IAM                | + 2 min 43 s        |
| 9e                 | Sergio Henao          | Colombie           | Sky                | + 2 min 46 s        |
| 10e                | Warren Barguil        | France             | Giant-Alpecin      | + 2 min 51 s        |
| modifier           |                       |                    |                    |                     |

### 9eétape
| Classement de l'étape | Classement de l'étape | Classement de l'étape | Classement de l'étape | Classement de l'étape |
|                       | Coureur               | Pays                  | Équipe                | Temps                 |
| --------------------- | --------------------- | --------------------- | --------------------- | --------------------- |
| 1er                   | Tom Dumoulin          | Pays-Bas              | Giant-Alpecin         | en 48 min 36 s        |
| 2e                    | Simon Špilak          | Slovénie              | Katusha               | + 18 s                |
| 3e                    | Fabian Cancellara     | Suisse                | Trek Factory Racing   | + 19 s                |
| 4e                    | Adriano Malori        | Italie                | Movistar              | + 34 s                |
| 5e                    | Geraint Thomas        | Royaume-Uni           | Sky                   | + 36 s                |
| 6e                    | Bob Jungels           | Luxembourg            | Trek Factory Racing   | + 41 s                |
| 7e                    | Jérôme Coppel         | France                | IAM                   | + 44 s                |
| 8e                    | Cameron Meyer         | Australie             | Orica-GreenEDGE       | + 1 min 7 s           |
| 9e                    | Rafał Majka           | Pologne               | Tinkoff-Saxo          | + 1 min 26 s          |
| 10e                   | Robert Gesink         | Pays-Bas              | Lotto NL-Jumbo        | + 1 min 32 s          |
| modifier              |                       |                       |                       |                       |

## Classements finals

### Classement général final
| Classement général final | Classement général final | Classement général final | Classement général final | Classement général final |
|                          | Coureur                  | Pays                     | Équipe                   | Temps                    |
| ------------------------ | ------------------------ | ------------------------ | ------------------------ | ------------------------ |
| 1er                      | Simon Špilak             | Slovénie                 | Katusha                  | en 30 h 15 min 9 s       |
| 2e                       | Geraint Thomas           | Royaume-Uni              | Sky                      | + 5 s                    |
| 3e                       | Tom Dumoulin             | Pays-Bas                 | Giant-Alpecin            | + 19 s                   |
| 4e                       | Thibaut Pinot            | France                   | FDJ                      | + 45 s                   |
| 5e                       | Domenico Pozzovivo       | Italie                   | AG2R La Mondiale         | + 2 min 21 s             |
| 6e                       | Bob Jungels              | Luxembourg               | Trek Factory Racing      | + 2 min 58 s             |
| 7e                       | Miguel Ángel López       | Colombie                 | Astana                   | + 3 min 6 s              |
| 8e                       | Steve Morabito           | Suisse                   | FDJ                      | + 3 min 17 s             |
| 9e                       | Robert Gesink            | Pays-Bas                 | Lotto NL-Jumbo           | + 3 min 19 s             |
| 10e                      | Rafał Majka              | Pologne                  | Tinkoff-Saxo             | + 3 min 20 s             |
| modifier                 |                          |                          |                          |                          |

### Classements annexes
| Classement par points | Classement par points | Classement par points | Classement par points | Classement par points |
| --------------------- | --------------------- | --------------------- | --------------------- | --------------------- |
|                       | Coureur               | Pays                  | Équipe                | Point(s)              |
| 1er                   | Peter Sagan           | Slovaquie             | Tinkoff-Saxo          | 43 points             |
| 2e                    | Tom Dumoulin          | Pays-Bas              | Giant-Alpecin         | 28 pts                |
| 3e                    | Alexey Lutsenko       | Kazakhstan            | Astana                | 23 pts                |
| modifier              |                       |                       |                       |                       |

| Classement de la montagne | Classement de la montagne | Classement de la montagne | Classement de la montagne | Classement de la montagne                       |
| ------------------------- | ------------------------- | ------------------------- | ------------------------- | ----------------------------------------------- |
|                           | Coureur                   | Pays                      | Équipe                    | Point(s)                                        |
| 1er                       | Stefan Denifl             | Autriche                  | IAM                       | 63 Erreur d’expression : opérateur < inattendu. |
| 2e                        | Thomas De Gendt           | Belgique                  | Lotto-Soudal              | 33 pts                                          |
| 3e                        | Thibaut Pinot             | France                    | FDJ                       | 22 pts                                          |
| modifier                  |                           |                           |                           |                                                 |

| Classement du meilleur Suisse | Classement du meilleur Suisse | Classement du meilleur Suisse | Classement du meilleur Suisse | Classement du meilleur Suisse |
|                               | Coureur                       | Pays                          | Équipe                        | Temps                         |
| ----------------------------- | ----------------------------- | ----------------------------- | ----------------------------- | ----------------------------- |
| 1er                           | Steve Morabito                | Suisse                        | FDJ                           | en 30 h 18 min 26 s           |
| 2e                            | Sébastien Reichenbach         | Suisse                        | IAM                           | + 1 min 10 s                  |
| 3e                            | Michael Albasini              | Suisse                        | Orica-GreenEDGE               | + 25 min 27 s                 |
| modifier                      |                               |                               |                               |                               |

| Classement par équipes | Classement par équipes | Classement par équipes | Classement par équipes |
|                        | Équipe                 | Pays                   | Temps                  |
| ---------------------- | ---------------------- | ---------------------- | ---------------------- |
| 1re                    | Sky                    | Royaume-Uni            | en 90 h 55 min 38 s    |
| 2e                     | Trek Factory Racing    | États-Unis             | + 11 min 49 s          |
| 3e                     | IAM                    | Suisse                 | + 15 min 8 s           |
| modifier               |                        |                        |                        |

### UCI World Tour
Ce Tour de Suisse attribue des points pour l'UCI World Tour 2015, par équipes uniquement aux équipes ayant un label WorldTeam, individuellement uniquement aux coureurs des équipes ayant un label WorldTeam.
| Position,          | 1er | 2e | 3e | 4e | 5e | 6e | 7e | 8e | 9e | 10e |
| Classement général | 100 | 80 | 70 | 60 | 50 | 40 | 30 | 20 | 10 | 4   |
| Par étape          | 6   | 4  | 2  | 1  | 1  |    |    |    |    |     |

| Rang | Coureur            | Équipe              | Points |
| ---- | ------------------ | ------------------- | ------ |
| 1    | Simon Špilak       | Katusha             | 106    |
| 2    | Tom Dumoulin       | Giant-Alpecin       | 83     |
| 2    | Geraint Thomas     | Sky                 | 83     |
| 4    | Thibaut Pinot      | FDJ                 | 69     |
| 5    | Domenico Pozzovivo | AG2R La Mondiale    | 54     |
| 6    | Bob Jungels        | Trek Factory Racing | 40     |
| 7    | Miguel Ángel López | Astana              | 31     |
| 8    | Steve Morabito     | FDJ                 | 21     |
| 8    | Peter Sagan        | Tinkoff-Saxo        | 21     |
| 10   | Robert Gesink      | Lotto NL-Jumbo      | 10     |
| 11   | Alexander Kristoff | Katusha             | 8      |
| 11   | Daniel Moreno      | Katusha             | 8      |
| 13   | Fabian Cancellara  | Trek Factory Racing | 6      |
| 13   | Kristijan Đurasek  | Lampre-Merida       | 6      |
| 13   | Alexey Lutsenko    | Astana              | 6      |
| 13   | Michael Matthews   | Orica-GreenEDGE     | 6      |
| 17   | Jan Bakelants      | AG2R La Mondiale    | 4      |
| 17   | Rafał Majka        | Tinkoff-Saxo        | 4      |
| 17   | Jürgen Roelandts   | Lotto-Soudal        | 4      |
| 20   | Julián Arredondo   | Trek Factory Racing | 3      |
| 20   | Greg Van Avermaet  | BMC Racing          | 3      |
| 22   | Warren Barguil     | Giant-Alpecin       | 2      |
| 22   | Daniele Bennati    | Tinkoff-Saxo        | 2      |
| 22   | Matthias Brändle   | IAM                 | 2      |
| 22   | Davide Cimolai     | Lampre-Merida       | 2      |
| 26   | John Degenkolb     | Giant-Alpecin       | 1      |
| 26   | Arnaud Démare      | FDJ                 | 1      |
| 26   | Jempy Drucker      | BMC Racing          | 1      |
| 26   | Marco Haller       | Katusha             | 1      |
| 26   | Adriano Malori     | Movistar            | 1      |
| 26   | Jasper Stuyven     | Trek Factory Racing | 1      |

#### Classement individuel
Ci-dessous, le classement individuel de l'UCI World Tour à l'issue de la course.
| Rang | Coureur            | Équipe        | Points |
| ---- | ------------------ | ------------- | ------ |
| 1    | Alejandro Valverde | Movistar      | 350    |
| 2    | Alberto Contador   | Tinkoff-Saxo  | 307    |
| 3    | Richie Porte       | Sky           | 304    |
| 4    | Rui Costa          | Lampre-Merida | 274    |
| 5    | Simon Špilak       | Katusha       | 269    |
| 6    | Geraint Thomas     | Sky           | 267    |
| 7    | Joaquim Rodríguez  | Katusha       | 252    |
| 8    | Alexander Kristoff | Katusha       | 245    |
| 9    | John Degenkolb     | Giant-Alpecin | 233    |
| 10   | Fabio Aru          | Astana        | 212    |

#### Classement par pays
Ci-dessous, le classement par pays de l'UCI World Tour à l'issue de la course.
| Rang | Pays        | Points |
| ---- | ----------- | ------ |
| 1    | Espagne     | 1 138  |
| 2    | Australie   | 666    |
| 3    | Royaume-Uni | 629    |
| 4    | Italie      | 607    |
| 5    | Colombie    | 599    |
| 6    | France      | 589    |
| 7    | Pays-Bas    | 562    |
| 8    | Belgique    | 384    |
| 9    | Slovénie    | 293    |
| 10   | Allemagne   | 279    |

#### Classement par équipes
Ci-dessous, le classement par équipes de l'UCI World Tour à l'issue de la course.
| Rang | Équipe           | Points |
| ---- | ---------------- | ------ |
| 1    | Katusha          | 980    |
| 2    | Sky              | 955    |
| 3    | Etixx-Quick Step | 861    |
| 4    | Movistar         | 784    |
| 6    | Tinkoff-Saxo     | 575    |
| 5    | Astana           | 553    |
| 7    | BMC Racing       | 522    |
| 8    | Orica-GreenEDGE  | 456    |
| 9    | Lampre-Merida    | 440    |
| 10   | Giant-Alpecin    | 402    |

## Évolution des classements
| Étape              | Vainqueur          | Classement général | Classement par points | Classement de la montagne | Classement du meilleur Suisse | Classement par équipes | Coureur le plus combatif |
| ------------------ | ------------------ | ------------------ | --------------------- | ------------------------- | ----------------------------- | ---------------------- | ------------------------ |
| 1                  | Tom Dumoulin       | Tom Dumoulin       | Tom Dumoulin          | Non décerné               | Fabian Cancellara             | IAM                    | Tom Dumoulin             |
| 2                  | Kristijan Đurasek  | Tom Dumoulin       | Tom Dumoulin          | Luka Pibernik             | Steve Morabito                | Astana                 | Cameron Meyer            |
| 3                  | Peter Sagan        | Tom Dumoulin       | Daniel Moreno         | Stefan Denifl             | Steve Morabito                | Sky                    | Stefan Denifl            |
| 4                  | Michael Matthews   | Tom Dumoulin       | Peter Sagan           | Stefan Denifl             | Steve Morabito                | Sky                    | Thomas De Gendt          |
| 5                  | Thibaut Pinot      | Thibaut Pinot      | Peter Sagan           | Stefan Denifl             | Steve Morabito                | Sky                    | Stefan Denifl            |
| 6                  | Peter Sagan        | Thibaut Pinot      | Peter Sagan           | Stefan Denifl             | Steve Morabito                | Sky                    | Marek Rutkiewicz         |
| 7                  | Alexander Kristoff | Thibaut Pinot      | Peter Sagan           | Stefan Denifl             | Steve Morabito                | Sky                    | Michał Kwiatkowski       |
| 8                  | Alexey Lutsenko    | Thibaut Pinot      | Peter Sagan           | Stefan Denifl             | Steve Morabito                | Sky                    | Alexey Lutsenko          |
| 9                  | Tom Dumoulin       | Simon Špilak       | Peter Sagan           | Stefan Denifl             | Steve Morabito                | Sky                    | Tom Dumoulin             |
| Classements finals | Classements finals | Simon Špilak       | Peter Sagan           | Stefan Denifl             | Steve Morabito                | Sky                    | Non décerné              |

## Liste des participants
- Liste de départ complète

| Légende                             | Légende                                                                                                  | Légende                                 | Légende                                                                                         |
| ----------------------------------- | --- | --------------------------------------- | ----------------------------------------------------------------------------------------------- |
| Num                                 | Dossard de départ porté par le coureur sur ce Tour de Suisse                                             | Pos                                     | Position finale au classement général                                                           |
| Leader du classement général        | Indique le vainqueur du classement général                                                               | Leader du classement par points         | Indique le vainqueur du classement par points                                                   |
| Leader du classement de la montagne | Indique le vainqueur du classement de la montagne                                                        | Leader du classement du meilleur Suisse | Indique le vainqueur du classement du meilleur Suisse                                           |
|                                     | Indique un maillot de champion national ou mondial, suivi de sa spécialité                               | #                                       | Indique la meilleure équipe                                                                     |
| NP                                  | Indique un coureur qui n'a pas pris le départ d'une étape, suivi du numéro de l'étape où il s'est retiré | AB                                      | Indique un coureur qui n'a pas terminé une étape, suivi du numéro de l'étape où il s'est retiré |
| HD                                  | Indique un coureur qui a terminé une étape hors des délais, suivi du numéro de l'étape                   |                                         |                                                                                                 |

| Lampre-Merida LAM     | Lampre-Merida LAM        | Lampre-Merida LAM |
| --------------------- | ------------------------ | ----------------- |
| Num                   | Coureur                  | Pos               |
| 1                     | Davide Cimolai (ITA)     | 114e              |
| 2                     | Niccolò Bonifazio (ITA)  | HD-8              |
| 3                     | Xu Gang (CHN)            | NP-4              |
| 4                     | Valerio Conti (ITA)      | 66e               |
| 5                     | Przemysław Niemiec (POL) | 65e               |
| 6                     | Luka Pibernik (SLO)      | 40e               |
| 7                     | Kristijan Đurasek (CRO)  | 15e               |
| 8                     | Mário Costa (POR)        | AB-8              |
| Directeur sportif : ? |                          |                   |

| Trek Factory Racing TFR | Trek Factory Racing TFR       | Trek Factory Racing TFR |
| ----------------------- | ----------------------------- | ----------------------- |
| Num                     | Coureur                       | Pos                     |
| 11                      | Fabian Cancellara (SUI) (Clm) | 113e                    |
| 12                      | Julián Arredondo (COL)        | 34e                     |
| 13                      | Stijn Devolder (BEL)          | 90e                     |
| 14                      | Laurent Didier (LUX) (Clm)    | 67e                     |
| 15                      | Bob Jungels (LUX)             | 6e                      |
| 16                      | Grégory Rast (SUI)            | 78e                     |
| 17                      | Fränk Schleck (LUX) (Route)   | NP-9                    |
| 18                      | Jasper Stuyven (BEL)          | AB-8                    |
| Directeur sportif : ?   |                               |                         |

| IAM                   | IAM                          | IAM  |
| --------------------- | ---------------------------- | ---- |
| Num                   | Coureur                      | Pos  |
| 21                    | Martin Elmiger (SUI) (Route) | 44e  |
| 22                    | Jérôme Coppel (FRA)          | 32e  |
| 23                    | Stefan Denifl (AUT)          | DSQ  |
| 24                    | Dries Devenyns (BEL)         | 89e  |
| 25                    | Jonathan Fumeaux (SUI)       | 38e  |
| 26                    | Sébastien Reichenbach (SUI)  | 13e  |
| 27                    | Matthias Brändle (AUT) (Clm) | 112e |
| 28                    | Lawrence Warbasse (USA)      | 27e  |
| Directeur sportif : ? |                              |      |

| BMC Racing BMC        | BMC Racing BMC          | BMC Racing BMC |
| --------------------- | ----------------------- | -------------- |
| Num                   | Coureur                 | Pos            |
| 31                    | Silvan Dillier (SUI)    | 45e            |
| 32                    | Darwin Atapuma (COL)    | 29e            |
| 33                    | Ben Hermans (BEL)       | 17e            |
| 34                    | Jempy Drucker (LUX)     | 102e           |
| 35                    | Philippe Gilbert (BEL)  | NP-4           |
| 36                    | Manuel Senni (ITA)      | 62e            |
| 37                    | Greg Van Avermaet (BEL) | 33e            |
| 38                    | Danilo Wyss (SUI)       | 42e            |
| Directeur sportif : ? |                         |                |

| Tinkoff-Saxo TCS      | Tinkoff-Saxo TCS              | Tinkoff-Saxo TCS |
| --------------------- | ----------------------------- | ---------------- |
| Num                   | Coureur                       | Pos              |
| 41                    | Peter Sagan (SVK) (Route)     | 30e              |
| 42                    | Daniele Bennati (ITA)         | NP-9             |
| 43                    | Nikolay Trusov (RUS)          | 118e             |
| 44                    | Matti Breschel (DEN)          | 96e              |
| 45                    | Pavel Brutt (RUS)             | 106e             |
| 46                    | Rafał Majka (POL)             | 10e              |
| 47                    | Michael Mørkøv (DEN)          | NP-9             |
| 48                    | Michael Valgren (DEN) (Route) | 63e              |
| Directeur sportif : ? |                               |                  |

| Sky # SKY             | Sky # SKY                       | Sky # SKY |
| --------------------- | ------------------------------- | --------- |
| Num                   | Coureur                         | Pos       |
| 51                    | Sergio Henao (COL)              | 11e       |
| 52                    | Geraint Thomas (GBR)            | 2e        |
| 53                    | David López García (ESP)        | AB-5      |
| 54                    | Lars Petter Nordhaug (NOR)      | AB-8      |
| 55                    | Bernhard Eisel (AUT)            | HD-8      |
| 56                    | Christian Knees (GER)           | 39e       |
| 57                    | Kanstantsin Siutsou (BLR) (Clm) | 21e       |
| 58                    | Danny Pate (USA)                | 115e      |
| Directeur sportif : ? |                                 |           |

| Lotto NL-Jumbo TLJ    | Lotto NL-Jumbo TLJ      | Lotto NL-Jumbo TLJ |
| --------------------- | ----------------------- | ------------------ |
| Num                   | Coureur                 | Pos                |
| 61                    | Robert Gesink (NED)     | 9e                 |
| 62                    | Tom Leezer (NED)        | 93e                |
| 63                    | Bert-Jan Lindeman (NED) | 88e                |
| 64                    | Paul Martens (GER)      | 49e                |
| 65                    | Laurens ten Dam (NED)   | 20e                |
| 66                    | Tom Van Asbroeck (BEL)  | 103e               |
| 67                    | Sep Vanmarcke (BEL)     | 87e                |
| 68                    | Mike Teunissen (NED)    | 100e               |
| Directeur sportif : ? |                         |                    |

| Katusha KAT           | Katusha KAT                  | Katusha KAT |
| --------------------- | ---------------------------- | ----------- |
| Num                   | Coureur                      | Pos         |
| 71                    | Alexander Kristoff (NOR)     | 101e        |
| 72                    | Jacopo Guarnieri (ITA)       | 110e        |
| 73                    | Marco Haller (AUT)           | 75e         |
| 74                    | Dmitry Kozontchuk (RUS)      | 77e         |
| 75                    | Viatcheslav Kouznetsov (RUS) | 76e         |
| 76                    | Sergueï Lagoutine (RUS)      | 91e         |
| 77                    | Daniel Moreno (ESP)          | 16e         |
| 78                    | Simon Špilak (SLO)           | 1er         |
| Directeur sportif : ? |                              |             |

| Giant-Alpecin TGA     | Giant-Alpecin TGA         | Giant-Alpecin TGA |
| --------------------- | ------------------------- | ----------------- |
| Num                   | Coureur                   | Pos               |
| 81                    | John Degenkolb (GER)      | 79e               |
| 82                    | Nikias Arndt (GER)        | AB-8              |
| 83                    | Warren Barguil (FRA)      | 12e               |
| 84                    | Koen de Kort (NED)        | 92e               |
| 85                    | Tom Dumoulin (NED) (Clm)  | 3e                |
| 86                    | Johannes Fröhlinger (GER) | 85e               |
| 87                    | Carter Jones (USA)        | 111e              |
| 88                    | Georg Preidler (AUT)      | 80e               |
| Directeur sportif : ? |                           |                   |

| Cannondale-Garmin TCG | Cannondale-Garmin TCG  | Cannondale-Garmin TCG |
| --------------------- | ---------------------- | --------------------- |
| Num                   | Coureur                | Pos                   |
| 91                    | Thomas Danielson (USA) | 43e                   |
| 92                    | Alberto Bettiol (ITA)  | 108e                  |
| 93                    | André Cardoso (POR)    | 36e                   |
| 94                    | Joe Dombrowski (USA)   | 24e                   |
| 95                    | Benjamin King (USA)    | 48e                   |
| 96                    | Alex Howes (USA)       | NP-9                  |
| 97                    | Matej Mohorič (SLO)    | 73e                   |
| 98                    | Moreno Moser (ITA)     | 104e                  |
| Directeur sportif : ? |                        |                       |

| Orica-GreenEDGE OGE   | Orica-GreenEDGE OGE          | Orica-GreenEDGE OGE |
| --------------------- | ---------------------------- | ------------------- |
| Num                   | Coureur                      | Pos                 |
| 101                   | Michael Albasini (SUI)       | 37e                 |
| 102                   | Esteban Chaves (COL)         | 14e                 |
| 103                   | Simon Clarke (AUS)           | 51e                 |
| 104                   | Daryl Impey (RSA) (Clm)      | 41e                 |
| 105                   | Mathew Hayman (AUS)          | 81e                 |
| 106                   | Svein Tuft (CAN) (Route/Clm) | 95e                 |
| 107                   | Michael Matthews (AUS)       | NP-5                |
| 108                   | Cameron Meyer (AUS)          | 52e                 |
| Directeur sportif : ? |                              |                     |

| Movistar MOV          | Movistar MOV               | Movistar MOV |
| --------------------- | -------------------------- | ------------ |
| Num                   | Coureur                    | Pos          |
| 111                   | Winner Anacona (COL)       | 19e          |
| 112                   | Eros Capecchi (ITA)        | 54e          |
| 113                   | Igor Antón (ESP)           | AB-8         |
| 114                   | Ion Izagirre (ESP) (Route) | AB-5         |
| 115                   | Javier Moreno (ESP)        | NP-2         |
| 116                   | Adriano Malori (ITA) (Clm) | 82e          |
| 117                   | José Joaquín Rojas (ESP)   | 35e          |
| 118                   | Francisco Ventoso (ESP)    | 58e          |
| Directeur sportif : ? |                            |              |

| Lotto-Soudal LTS      | Lotto-Soudal LTS            | Lotto-Soudal LTS |
| --------------------- | --------------------------- | ---------------- |
| Num                   | Coureur                     | Pos              |
| 121                   | Jurgen Van den Broeck (BEL) | AB-8             |
| 122                   | Sander Armée (BEL)          | 94e              |
| 123                   | Vegard Breen (NOR)          | 68e              |
| 124                   | Jasper De Buyst (BEL)       | AB-8             |
| 125                   | Thomas De Gendt (BEL)       | 60e              |
| 126                   | Kenny Dehaes (BEL)          | AB-8             |
| 127                   | Maxime Monfort (BEL)        | AB-8             |
| 128                   | Jürgen Roelandts (BEL)      | 84e              |
| Directeur sportif : ? |                             |                  |

| FDJ                   | FDJ                         | FDJ  |
| --------------------- | --------------------------- | ---- |
| Num                   | Coureur                     | Pos  |
| 131                   | Thibaut Pinot (FRA)         | 4e   |
| 132                   | William Bonnet (FRA)        | 120e |
| 133                   | Sébastien Chavanel (FRA)    | HD-8 |
| 134                   | Arnaud Démare (FRA) (Route) | HD-8 |
| 135                   | Matthieu Ladagnous (FRA)    | 55e  |
| 136                   | Steve Morabito (SUI)        | 8e   |
| 137                   | Jérémy Roy (FRA)            | 47e  |
| 138                   | Arthur Vichot (FRA)         | 119e |
| Directeur sportif : ? |                             |      |

| Etixx-Quick Step EQS  | Etixx-Quick Step EQS                   | Etixx-Quick Step EQS |
| --------------------- | -------------------------------------- | -------------------- |
| Num                   | Coureur                                | Pos                  |
| 141                   | Michał Kwiatkowski (POL) (Route) (Clm) | 71e                  |
| 142                   | Mark Cavendish (GBR)                   | 107e                 |
| 143                   | Gianluca Brambilla (ITA)               | 23e                  |
| 144                   | Michał Gołaś (POL)                     | 46e                  |
| 145                   | Mark Renshaw (AUS)                     | 109e                 |
| 146                   | Zdeněk Štybar (CZE) (Route)            | 83e                  |
| 147                   | Matteo Trentin (ITA)                   | 59e                  |
| 148                   | Julien Vermote (BEL)                   | NP-7                 |
| Directeur sportif : ? |                                        |                      |

| Astana AST            | Astana AST                  | Astana AST |
| --------------------- | --------------------------- | ---------- |
| Num                   | Coureur                     | Pos        |
| 151                   | Jakob Fuglsang (DEN)        | AB-8       |
| 152                   | Borut Božič (SLO)           | 97e        |
| 153                   | Daniil Fominykh (KAZ) (Clm) | 105e       |
| 154                   | Valerio Agnoli (ITA)        | 74e        |
| 155                   | Bakhtiyar Kozhatayev (KAZ)  | AB-8       |
| 156                   | Miguel Ángel López (COL)    | 7e         |
| 157                   | Davide Malacarne (ITA)      | AB-5       |
| 158                   | Alexey Lutsenko (KAZ)       | 25e        |
| Directeur sportif : ? |                             |            |

| AG2R La Mondiale ALM  | AG2R La Mondiale ALM      | AG2R La Mondiale ALM |
| --------------------- | ------------------------- | -------------------- |
| Num                   | Coureur                   | Pos                  |
| 161                   | Domenico Pozzovivo (ITA)  | 5e                   |
| 162                   | Guillaume Bonnafond (FRA) | AB-8                 |
| 163                   | Jan Bakelants (BEL)       | 18e                  |
| 164                   | Damien Gaudin (FRA)       | 72e                  |
| 165                   | Sébastien Turgot (FRA)    | 86e                  |
| 166                   | Blel Kadri (FRA)          | 117e                 |
| 167                   | Sébastien Minard (FRA)    | 69e                  |
| 168                   | Axel Domont (FRA)         | 70e                  |
| Directeur sportif : ? |                           |                      |

| CCC Sprandi Polkowice CCC | CCC Sprandi Polkowice CCC | CCC Sprandi Polkowice CCC |
| ------------------------- | ------------------------- | ------------------------- |
| Num                       | Coureur                   | Pos                       |
| 171                       | Sylwester Szmyd (POL)     | 53e                       |
| 172                       | Branislau Samoilau (BLR)  | 56e                       |
| 173                       | Marek Rutkiewicz (POL)    | 98e                       |
| 174                       | Stefan Schumacher (GER)   | 64e                       |
| 175                       | Davide Rebellin (ITA)     | 26e                       |
| 176                       | Jan Hirt (CZE)            | 31e                       |
| 177                       | Adrian Honkisz (POL)      | 61e                       |
| 178                       | Grega Bole (SLO)          | 99e                       |
| Directeur sportif : ?     |                           |                           |

| Wanty-Groupe Gobert WGG | Wanty-Groupe Gobert WGG | Wanty-Groupe Gobert WGG |
| ----------------------- | ----------------------- | ----------------------- |
| Num                     | Coureur                 | Pos                     |
| 181                     | Enrico Gasparotto (ITA) | AB-7                    |
| 182                     | Frederik Backaert (BEL) | AB-8                    |
| 183                     | Jérôme Baugnies (BEL)   | AB-8                    |
| 184                     | Francis De Greef (BEL)  | 22e                     |
| 185                     | Simone Antonini (ITA)   | 116e                    |
| 186                     | Marco Marcato (ITA)     | 57e                     |
| 187                     | Marco Minnaard (NED)    | 28e                     |
| 188                     | Mirko Selvaggi (ITA)    | AB-8                    |
| Directeur sportif : ?   |                         |                         |